# 中村達太郎

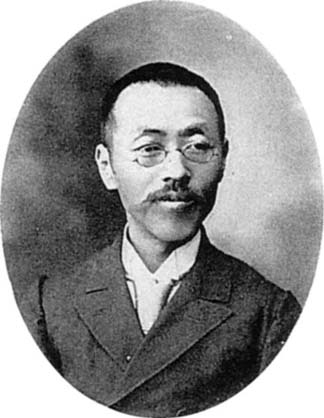
中村達太郎

中村 達太郎（なかむら たつたろう、万延元年11月15日（1860年12月26日） - 昭和17年（1942年）7月28日）は、日本の建築史家、建築家、建築学者。工学博士。
東京帝国大学教授として、建築に関する人材の育成に尽力した。また、建築学会草創期に会誌「建築雑誌」の編集を手がける。工手学校（現工学院大学）造家学科の教員も務めた。日本の建築構造学の始祖ともいわれ、建築構造や建築材料などの講義を行ったほか、建築史や晩年には建築衛生学なども教える。
建築界の各種委員会を嘱託し、建築条例実行委員会委員長として建築法令の制定にも関わる。1921-1923年に建築学会長を務めた。建築学会名誉会長。おもな建築作品に、改良演芸会会場、淀橋浄水場内施設、台湾製糖製造所などがある。
『日本建築辞彙』は日本初の建築用語辞典として知られ、広く読まれた。

## 生涯
1860年に江戸尾張藩邸で生まれる。1882年、工部大学校造家学科でジョサイア・コンドルに建築を学び、卒業後は工部省営繕局へ技手として入局する。1883年からは皇居造営事務局専務心得になる。1887年からは母校の後身である帝国大学工科大学（現・東京大学工学部）助教授に就任。1894年教授に就く。
1892年に建築法規の研究のため欧米へ留学する。1894年に震災予防調査委員会委員に就任。
同年、震災予防調査会委員として大森房吉らと庄内地震発生直後の現地調査を行う。さらに1897年にインドのアッサム地方震災の調査に、1905年にはサンフランシスコへ審査調査に向かう。
1907年には、台湾総督府庁舎設計図案懸賞審査の委員をつとめ、1915年に建築学会の建築条例実行委員長に就任。1918年から、臨時議院建築局の顧問。
1921年東京帝国大学を退官し、名誉教授になる。その後、教え子の田辺淳吉と中村田辺建築事務所を開設するほか、大蔵省営繕管財局顧問もつとめた。1942年に逝去。

## 栄典
位階
- 1902年（明治35年）12月17日  - 正五位[2]
- 1908年（明治41年）2月21日 - 従四位[3]

勲章等
- 1904年（明治37年）12月27日 - 勲四等瑞宝章[4]
- 1915年（大正4年）11月10日 - 大礼記念章[5]

## 著書
- 『建築学階梯』（全3巻、米倉屋書店、明治20年（1887年））
- 『簡易構造強弱』（共益商会、明治30年（1897年））
- 『日本建築辞彙』（明治36年（1903年））
- 『建築衛生家屋排水の話』（松相社、大正9年（1920年））
- 『建築衛生除塵装置と汚水処分』（松相社、大正10年（1921年））
- 『鉄筋コンクリート早割出』（丸善、大正15年（1926年））
- 『給水給湯及消火設備』（丸善、昭和2年（1927年））
- 『換気煖房の計算必携』（丸善、昭和5年（1930年））
- 『建築随想-建築学会パンフレット』（昭和5年（1930年））
- 『新しき建築学階梯』（全3巻、丸善）
- 『火災防止、建築設備』（丸善、昭和8年（1933年））

など